# IC 2000
IC 2000 је спирална галаксија у сазвјежђу Часовник која се налази на листи објеката дубоког неба у Индекс каталогу.
Деклинација објекта је - 48° 51' 30" а ректасцензија 3h 49m 7,6s. Привидна величина (магнитуда) објекта IC 2000 износи 12,4 а фотографска магнитуда 13,1. Налази се на удаљености од 15,361 милиона парсека од Сунца. IC 2000 је још познат и под ознакама ESO 201-3, IRAS 03476-4900, PGC 13912.